# Patrick Adamson
Patrick Adamson (Perth, março de 1537 – St. Andrews, 10 de fevereiro de 1592) foi um teólogo escocês e arcebispo de St. Andrews de 1575 a 1592.

## Biografia
Adamson nasceu em Perth, onde seu pai, Patrick Adamson, um mercador, tornou-se decano da corporações de ofício dos comerciantes.
Adamson lecionou filosofia na Universidade de St. Andrews, onde se formou em Master of Arts, depois recebendo um doutorado.

## Residência na França
Depois de servir como ministro por três anos em Ceres, Fife, Adamson em 1565 partiu para Paris como tutor do filho mais velho de James MacGill, o Lord Clerk Register (ou Clericus Rotulorum da Escócia), servindo inicialmente como capelão dos Cavaleiros Hospitalários.
Em junho de 1566, escreveu um poema em latim sobre o nascimento do príncipe Jaime para Maria, rainha da Escócia e seu rei consorte Lorde Darnley; descrevendo o jovem Jaime como serenissimus princeps "da França e Inglaterra". A corte francesa de Carlos IX ficou ofendida, e o prelado Adamson foi confinado por seis meses. Foi libertado apenas mediante a intercessão da rainha Maria e de alguns membros importantes da nobreza. Adamson retirou-se então, acompanhado de seu tutelado, para lecionar Direito na Universidade de Burges.
Na época do massacre da noite de São Bartolomeu em Paris, Adamson estava vivendo escondido em uma taberna em Burges por sete meses, cujo senhorio idoso mais tarde foi jogado do telhado por oferecer caridade a um "herege". Enquanto esteve enclausurado em seu "sepulcro", Adamson escreveu sua versão poética latina do Livro de Jó, e uma tragédia de Herodes, o Grande na mesma língua.

## Retorno à Escócia
Em 1572 Adamson regressou ao reino da Escócia, e tornou-se ministro em Paisley, Renfrewshire. Em 1575, foi nomeado pela Assembleia Geral da Igreja da Escócia, um dos comissários para estabelecer a competência e a política da Igreja. Como moderador no ano seguinte, ele, juntamente com seu sucessor, David Lindsay, apresentou os procedimentos da Assembleia da Igreja a Lorde Morton, então regente da Escócia.
Em 1576, sua nomeação como arcebispo de St. Andrews deu origem a um longo conflito com o partido presbiteriano na Assembleia. Ele já havia publicado um catecismo em verso latino dedicado a Jaime VI, um trabalho altamente aprovado até mesmo pelos seus adversários, e também uma tradução em latim da Confissão de Fé Escocesa.
Em 1578 apresentou-se perante a Assembleia Geral, que o deixou em paz por algum tempo, mas no próximo ano, novas acusações foram feitas contra ele. Adamson refugiou-se então no castelo de St. Andrews, onde uma "mulher sábia", Alison Pearson, que acabou sendo queimada por bruxaria, o curou de uma "doença grave".

## Excomunhão
Em 1583, Adamson retornou ao serviço público ao ser destacado como embaixador escocês na Corte de São Jaime de Isabel I da Inglaterra, e é dito ter-se comportado muito mal. Em seu retorno à Escócia, ele tomou fortes medidas parlamentares contra os presbiterianos, e, consequentemente, em um sínodo provincial, realizado em St. Andrews, em abril de 1586, Adamson foi acusado de heresia e excomungado, mas na Assembleia Geral seguinte, a sentença foi considerada ilegal.
Em 1587 e 1588, contudo, novas acusações foram feitas contra ele, e Adamson foi novamente excomungado, embora mais tarde, com a intercessão de seu antigo adversário, Andrew Melville, a sentença foi novamente anulada. Durante esse período, Adamson publicou o Livro das Lamentações, e o Livro do Apocalipse em versos latinos, que dedicou ao rei, queixando-se de sua vida financeiramente difícil. Porém, o rei Jaime não se comoveu com o pedido, e concedeu a receita de sua sé episcopal a seu novo favorito, Ludovico, 2.º Duque de Lennox. Adamson passou os três anos restantes de sua vida dependendo da caridade alheia.

## Legado
Adamson possuía muitos dons, sendo culto e eloquente, mas também tinha graves defeitos de caráter; no entanto, o "Recantation of Episcopacy (1590)" atribuído a ele é provavelmente falso. Uma coleção de seus trabalhos, prefaciado por um exagerado panegírico, no decurso da qual é dito que "ele era um milagre da natureza, e parecia ser a produção imediata de Deus Todo-Poderoso do que nascido de uma mulher", foram publicadas por seu genro, Thomas Wilson, em 1619..
Um memorial heráldico de Adamson sobrevive na antiga catedral de St. Andrews.
Com sua esposa Elizabeth Arthur, Adamson teve dois filhos, James e Patrick, e uma filha, Mariota, que se casou com Michael Balfour. Seus irmãos mais velhos, James e Henry, ambos serviram como reitor em Perth e foram pais de Henry e John Adamson, respectivamente.